# Martin Matalon
Pour les articles homonymes, voir Matalon.
 (septembre 2022).
Si vous disposez d'ouvrages ou d'articles de référence ou si vous connaissez des sites web de qualité traitant du thème abordé ici, merci de compléter l'article en donnant les références utiles à sa vérifiabilité et en les liant à la section « Notes et références ».
Martin Matalon, né le 17 octobre 1958 à Buenos Aires, est un compositeur argentin, installé à Paris depuis 1993. 

## Biographie
Martin Matalon étudie au conservatoire de Boston puis à la Juilliard School de New York où il obtient son master de composition en 1986. Il apprend la direction d'orchestre avec Jacques-Louis Monod. Il suit les cours d'Olivier Messiaen et de Pierre Boulez au centre Acanthes de Villeneuve-lès-Avignon durant les étés 1987 et 1988. En 1988-1989, bénéficiaire d'une bourse Fulbright, il étudie avec Tristan Murail.
En 1989, il fonde à New York l'ensemble Music Mobile, voué à la musique contemporaine ; il le dirige jusqu'en 1996. Après son installation à Paris en 1993, il collabore avec l'Institut de recherche et coordination acoustique/musique et compose La Rosa profunda pour illustrer une exposition au Centre Georges-Pompidou sur l'univers de Jorge Luis Borges, puis une musique pour la version restaurée du Metropolis de Fritz Lang. Le cinéma de Luis Buñuel inspire trois de ses œuvres : Las Siete Vidas de un gato, en 1996, à partir d’Un chien andalou (1927), Le Scorpion, en 2001, sur L'Âge d'or (1930), et Traces II, en 2005, sur Las Hurdes (Terre sans pain, 1932).
Anciennement[Quand ?] professeur de composition au conservatoire à rayonnement régional d'Aubervilliers, il enseigne actuellement au Conservatoire national supérieur de musique et de danse de Lyon depuis 2018.

## Œuvres notables
Une partie des partitions des œuvres de Martin Matalon est éditée par les Éditions Billaudot
- Le Miracle secret, opéra de chambre pour cinq voix et dix instruments, d'après le conte de Jorge Luis Borges (1989)
- Trames, « œuvres à la lisière de l'écriture soliste du concerto et de la musique de chambre » selon l'auteur (1997-2019) :
  - Trame I pour hautbois (1997)
  - Trame II pour clavecin (1999)
  - Trame III pour violoncelle (2000)
  - Trame IV pour piano (2001)
  - Trame Ia pour saxophone soprano (2001)
  - Trame V pour trompette (2003)
  - Trame VI pour alto (2004)
  - Trame VII pour cor (2005)
  - Trame VIII pour marimba (2008)
  - Trame IX pour hautbois (2008)
  - Trame X pour accordéon (2009)
  - Trame XI pour contrebasse (2011)
  - Trame XIV pour clarinette (2019)
- Formas de arena pour flûte, harpe et alto (2001)
- Lineas de agua pour huit violoncelles (2003)
- Traces pour instrument solo avec dispositif électronique (2004-2021) :
  - Traces I pour violoncelle (2004)
  - Traces II pour alto (2005)
  - Traces III pour cor (2006)
  - Traces IV pour marimba (2006)
  - Traces V pour clarinette (2006)
  - Traces VI pour flûte (2006)
  - Traces VII pour soprano (2008)
  - Traces VIII pour violon (2012)
  - Traces IX pour violoncelle (2014)
  - Traces X pour accordéon (2014)
  - Traces XI pour trombone (2015)
  - Traces XII pour harpe (2017)
  - Traces XIII pour piano (2018)
  - Traces XIV pour guitare (2019)
  - Traces XV pour clarinette basse (2021)
  - Traces XVI pour vibraphone (2021)
  - Traces XVII pour marimba (2021)
- L'Ombre de Venceslao, opéra en deux actes sur un livret de Jorge Lavelli d'après Copi (2016)

## Récompenses
- 1986 : prix Charles-Ives de l'Académie américaine des arts et des lettres
- 1988 : Holtkamp AGO Award
- 2005 : prix de l’Académie des beaux-arts (Institut de France)
- 2005 : prix de la Fondation John-Simon-Guggenheim de New York
- 2007 : grand prix lycéen des compositeurs pour Torito Catalan[2]